# 106th Infantry Division
106th Infantry Division var en division ur Förenta staternas armé  som sattes upp för tjänstgöring under andra världskriget. Två av divisionens tre regementen omringades av tyska förband under de första dagarna av Ardenneroffensiven och tvingades kapitulera den 19 december 1944. Detta var den största amerikanska kapitulationen i Europa. Divisionen inaktiverades efter återkomsten till USA den 2 oktober 1945. Divisionen återuppsattes i Puerto Rico 1948, Senare bestämde krigsdepartement att divisionen inte behövdes och inaktiverade divisionen 1950. 

## Andra världskriget
Divisionens högkvarter bildades på papper den 5 maj 1942, fem månader efter att USA gick in i andra världskriget. Divisionen aktiverades i praktiken den 15 mars 1943 i Fort Jackson, South Carolina, med en kader från 80th Infantry Division. Efter en träningsperiod förflyttades divisionen den 28 mars 1944 till Tennessee för att delta i en manöver som en del av Second United States Army. Divisionen skeppades ut från Boston den 10 november 1944 och anlände till England den 17 november.
Divisionen överfördes till VIII Corps och skeppades över till Frankrike den 6 december. 106th Infantry Division avlöste 2nd Infantry Division i frontlinjen vid Schnee Eifel den 11 december 1944, men ett av divisionens regementen, 424th Infantry Regiment, skickades till Winterspelt. Eftersom Ardennerna ansågs vara en lugn del av fronten så fick den oerfarna divisionen täcka en lång del av frontlinjen.
På morgonen av ardenneroffensivens första dag den 16 december 1944 anfölls 106th Infantry Division av 18. Volks-Grenadier-Division. Två av divisionens regementen 422nd och 423:e inringades när tyska förband erövrade Schönberg bakom de amerikanska linjerna, divisionens tredje regemente tvingades retirera mot Saint-Vith. På den 19 december stod det klart att det var omöjligt för de inringade regementena att slå sig tillbaka till amerikanska linjer och på kvällen kapitulerade båda regementena, cirka 8000 man gick i fångenskap. Detta var den största amerikanska kapitulationen i Europa. Den 20 december överfördes resterna av divisionen till XVIII Airborne Corps.

## Framstående medlemmar
Kurt Vonnegut tjänstgjorde i denna division och använde sina erfarenheter från ardenneroffensiven och följande fångenskap som krigsfånge i Dresden i sin roman Slakthus 5.